# Recreativo de Huelva
Recreativo de Huelva är Spaniens äldsta fotbollsklubb. Klubben spelar i Segunda División B. Laget kommer från staden Huelva i Andalusien i södra Spanien. De spelar sina hemmamatcher på Nuevo Colombino som har en publikkapacitet på 19 869. Laget kan kallas Recreativo eller El Decano som betyder De Vuxna. Klubben har aldrig haft några större framgångar, den främsta meriten i klubbens historia nådde man 2003 när man mycket överraskande tog sig till final i Copa del Rey sedan man slagit ut bland annat Atlético Madrid. I finalen blev det dock förlust mot Mallorca med 0-3. Trots detta har klubben alltid haft mycket trogna supportrar.
Laget kvalade säsongen 2005/06 in till La Liga mot Numancia och spelade 3–0 och 1–1. Innan spelade klubben i den spanska andraligan, Segunda División. Klubben har sedan tidigare bara två ettåriga säsonger i den högsta divisionen, säsongerna 1978/79 och 2002/03.

## Spelartrupp
| Nr | Land     | Pos | Namn                                      |
| -- | -------- | --- | ----------------------------------------- |
|    | Spanien  | MV  | Rubén Gálvez                              |
|    | Portugal | MV  | Luís Ribeiro (lån från Sporting Lissabon) |
|    | Spanien  | F   | Carlos Delgado                            |
|    | Spanien  | F   | Carlos Expósito                           |
|    | Spanien  | F   | Diego Jiménez                             |
|    | Spanien  | F   | Mario Marín                               |
|    | Portugal | F   | Mica Pinto (lån från Sporting Lissabon)   |
|    | Spanien  | F   | Álvaro Moreno                             |
|    | Spanien  | F   | Juan Zamora                               |
|    | Spanien  | MF  | Ernesto Cornejo                           |

| Nr | Land     | Pos | Namn                               |
| -- | -------- | --- | ---------------------------------- |
|    | Guinea   | MF  | Karamokoba Keita                   |
|    | Portugal | MF  | Kikas (lån från Sporting Lissabon) |
|    | Spanien  | MF  | Dani Molina                        |
|    | Spanien  | MF  | Manu Molina                        |
|    | Spanien  | MF  | Antonio Núñez                      |
|    | Ghana    | MF  | Nana Asare                         |
|    | Spanien  | MF  | Jesús Vázquez (lagkapten)          |
|    | Spanien  | MF  | Álex Zambrano                      |
|    | Spanien  | A   | Antonio Domínguez                  |
|    | Spanien  | A   | Rubén Mesa                         |

### Webbkällor
Den här artikeln är helt eller delvis baserad på material från engelskspråkiga Wikipedia, tidigare version.